# Massive Ordnance Air Blast bomb
 For alternative betydninger, se Moab (flertydig). (Se også artikler, som begynder med Moab)
Massive Ordnance Air Blast bomb (forkortet MOAB) også kaldet GBU-43/B er en 10.750 kilogram konventionel bombe. Bomben som også kaldes "alle bombers mor" (Mother Of All Bombs) er efterfølger til "Daisy Cutter"-bomben, som blev brugt i Vietnam og Afghanistan. GBU-43/B er med en estimeret sprængkraft på 11 TNT-ækvivalent den kraftigste konventionelle bombe i historien. (Rusland har dog testet en termobarisk bombe med tilnavnet Father of All Bombs, der hævdes at være fire gange så kraftig.)
Bomben er præcisionsstyret (GBU), men dens specifikke navigationssystem er ukendt. Bomben er designet til at blive leveret af fly af typen C-130 Hercules. Udviklingen af bomben blev påbegyndt i 2002 og den blev testet for første gang i marts 2003 på Eglin Air Force Base i Florida.
Bomben er kun blevet anvendt én gang i kamp. Det skete 13. april 2017 klokken 19.32 lokal tid i det østlige Afghanistan i Nangarhar-provinsen. Målet var et område fyldt med tunneller og huler, hvor medlemmer af Islamisk Stat skjuler sig.